# Tatort: Der Tote vom Straßenrand
Der Tote vom Straßenrand ist der Titel der zweiten Tatort-Folge mit Maximilian Brückner und Gregor Weber als neues Saarbrücker Tatort-Gespann. Die 656. Tatort-Folge wurde am 18. Februar 2007 im Ersten erstmals ausgestrahlt. Diesmal bekommen es die Kommissare mit dem Fall eines Mathematikers zu tun, dessen Tod als Unfall getarnt werden sollte. Kappl wird außerdem Zeuge, wie Dr. Rhea Singh, für die er sich interessiert, von ihrem ehemaligen Freund gestalkt wird.

## Handlung
Bei dem am Straßenrand aufgefundenen Toten handelt es sich um den Dipl.-Mathematiker Kurt Nagel. Die Rechtsmedizinerin Dr. Rhea Singh stellt fest, dass er an einer Kohlenmonoxid-Vergiftung gestorben ist. Die mit den Ermittlungen beauftragten Kriminalhauptkommissare Franz Kappl und Stefan Deininger verschaffen sich Zutritt zur Wohnung des Toten, indem sie beschließen, dass Gefahr im Verzug gegeben sei. Bei den Unterlagen von Nagel finden sie Listen, die aufführen, wann welche Nummer beim Roulette gefallen ist.
Horst Jordan, der Leiter der Spurensicherung, hat am Auto des Verstorbenen Manipulationen festgestellt, durch die Kohlenmonoxid in den Fahrerraum hat eindringen können, was dann zur Vergiftung des Mannes geführt hat. Da technisches Versagen des Fahrzeugs ausgeschlossen werden kann, ist Nagel ermordet worden. Dafür spricht auch, dass das Fenster seines Wagens sich nicht öffnen lässt. Jordan erklärt, dass eine 10-Liter-Gasdruckflasche ausreiche, um den Tod eines Menschen herbeizuführen. Kappl ergänzt, dass das wahrscheinlich ein von langer Hand geplanter Mord sei und der Täter die Lage vorher ausgekundschaftet habe und über gute Ortskenntnisse verfügen müsse. Die Sekretärin, Frau Braun, ist der Ansicht, dass da jemand seinen Hass in sich hineingefressen habe und ihn nun über eine solche Aktion abzubauen suche. Das Team geht davon aus, dass es sich bei dem Täter um einen 30–65 Jahre alten Mann mit einem hohen Intelligenzquotienten handele, der technisch versiert sei, einen Einzelgänger, der mit Umsicht einen Mord geplant und ausgeführt habe.
Weitere Ermittlungen ergeben, dass Nagel drei Tage vor seinem Tod sieben Mal bei einem Rabnik angerufen und Kontakt mit einem Lischki gehabt hat. Von Reinhard Lischki erfahren Kappl und Deininger, dass es Nagel nicht gut gegangen sei. Er habe immer wieder versucht, ihn von der Spielerei wegzukriegen, aber es sei einfacher, einen Trinker von der Flasche zu lösen als einen Spieler vom Roulettetisch. Ihn habe Nagel nicht angepumpt, der sei Rentner.
Die Beamten rekonstruieren den Fall, wobei Kappl Nagels Position im Auto einnimmt und die Kollegen kurzfristig in Erschrecken versetzt. Der Täter hat eine Kanüle durch die Gummilippe in der Heckscheibe geleitet, wodurch das Gas in den Fahrerraum eindringen konnte. Auch wird erläutert, dass man Kohlenmonoxid in Deutschland nur mit einer bestimmten Genehmigung erstehen könne. Kappl meint, der Täter sei davon ausgegangen, dass der Tod des Opfers als Unfall durchgehe, was ja beinahe auch geglückt sei.
Im Saarbrücker Institut für Verfahrenstechnik erfahren Kappl und Deininger von Nagels ehemaligem Vorgesetzten Hanke, dass man ihn aufgrund seiner Spielsucht habe entlassen müssen, auch wenn er ein ausgezeichneter Mathematiker gewesen sei. Nagel habe Reinhard Lischki, als er noch in der Firma gewesen sei, ständig herumgescheucht. Die Ermittlungen ergeben außerdem, dass eine Frau Dr. Ute Richter, die Stellvertreterin Hankes, Nagels Geliebte war. Bei Recherchen im Casino, in dem Nagel Dauergast war, stellt sich heraus, dass er dort öfter mit Ute Richter war. Bei einer Befragung äußert Richter, Nagel sei ein genialer Mathematiker gewesen, der geglaubt habe, ein todsicheres System gefunden zu haben. Anfangs habe er auch enorme Summen gewonnen. Sie habe für seine Einsätze beim Roulette sogar ihr Elternhaus verkauft. Dann jedoch sei Nagel abgestürzt, habe nur noch gespielt und sei völlig gefühllos geworden. Am Ende habe er sie sogar geschlagen und immer wieder Geld verlangt. Obwohl sie ihn dann gehasst habe, umgebracht habe sie ihn nicht.
Da sich herausstellt, dass Nagel kurz vor seinem Tod auch mit Lischki im Casino war, fragen sie ihn nach seiner ausbezahlten Lebensversicherung über 80.000 Euro. Das Geld bewahrt er in einem selbst eingebauten Safe bei sich zu Hause auf, da er keiner Bank traue. Als die Kommissare die 80.000 Euro vorläufig beschlagnahmen, meint er, sie seien auch nicht besser als die Stasi. Lischki saß seinerzeit drei Jahre in der DDR wegen Fluchthilfe im Gefängnis.
Weitere Ermittlungen im Institut ergeben, dass Ute Richter Nagel mit der Spielerei angesteckt haben soll und nicht umgedreht. Eine Sekretärin erzählt Kappl, dass Richter über 10.000 Euro im Monat verdiene. Ihre Ermittlungen führen die Kommissare auch zu Dr. Alexander Rabnik, dessen vor einem halben Jahr an Herzversagen beim Schwimmen verstorbener Vater ein Kollege Nagels war. Er habe Nagel 5.000 Euro geborgt, ihm aber bedeutet, als er mehr gewollt habe, dass er erst einmal sein Geld habe zurückhaben wollen. Da Kappl den Verdacht hegt, dass auch der alte Rabnik mit Kohlenmonoxid vergiftet worden ist, veranlasst er eine Hausdurchsuchung im Hause Rabnik sowie auch am Arbeitsplatz von Ute Richter. Man erzählt Richter, dass eine der Kanülen aus ihrer Schublade die Tatwaffe sei. Kappl ist jedoch von Richters Schuld nicht überzeugt, er hat eher den Eindruck, dass da jemand eine Todesliste abarbeitet. Es stellt sich heraus, dass das Geld aus Lischkis Safe nur zum Teil aus der Lebensversicherung stammt, ein anderer Teil aus einer Erpressung.
Als Kappl und Deininger Lischki aufsuchen, erzählt er ihnen voller Bitterkeit, dass er wegen „dieser Schweine“ gesessen habe und dann habe er mit ansehen müssen, wie diese Leute hier abgesahnt hätten. Jetzt sei es Zeit, sich zu wehren. Es gelingt ihm, die Kommissare in der Garage einzusperren. Als sie Gas riechen, wissen sie, was der alte Mann beabsichtigt. Mit letzter Kraft gelingt es ihnen, mithilfe eines alten Waschbeckens die Scheibe einzuschlagen. Leicht benommen suchen sie nach Lischki, kommen jedoch zu spät, er hat sich ebenfalls mit Kohlenmonoxid vergiftet.

## Produktion und Hintergrund
Die Dreharbeiten zu dieser Tatort–Folge fanden vom 19. September bis zum 20. Oktober 2006 in Saarbrücken, Göttelborn und Umgebung statt. Als Produktionsfirma fungierte die Telefilm Saar, Produktionssender war der Saarländische Rundfunk im Auftrag der ARD, Degeto Film. Das Drehbuch zur Folge stammt wiederum von Fred und Léonie-Claire Breinersdorfer, die auch das Drehbuch zur ersten Folge Aus der Traum des neuen Teams schrieben.
Elisabeth Brück, die später als Kriminalhauptkommissarin Lisa Marx zusammen mit Devid Striesow als Jens Stellbrink die Nachfolge von Gregor Weber und Maximilian Brückner antrat, ist in diesem Tatort in der Rolle einer Sekretärin zu sehen.
Privates des Teams: In dieser Folge hat es Dr. Rhea Singh mit Stalking zu tun. Ihr ehemaliger Freund, der Rechtsanwalt Dr. Rainer Woltermann, verfolgt und beobachtet sie. So fasst sie beispielsweise voller Abscheu in ihrem Auto unbeabsichtigt in ein benutztes Präservativ. Als sie mit dem an ihr interessierten Kappl essen geht, beobachtet Woltermann beide durch die Scheibe und versucht erst per Handy und dann über das Telefon des Lokals Kontakt mit Singh aufzunehmen. Als Kappl sie nach Hause bringt und beide sich umarmen, wundert er sich darüber, dass ihre Wohnungstür mehrfach gesichert ist. Auch eine beantragte Geheimnummer hat Woltermann bereits nach zwei Tagen wieder herausbekommen. An ihrem Arbeitsplatz findet die Medizinerin einen Umschlag vor, der ihre eigene Todesanzeige enthält, was sie entnervt weinen lässt. Als Kappl später hinzukommt, während Woltermann sie wieder einmal bedrängt, erzählt sie ihm, dass sie ein Jahr mit ihm zusammen gewesen sei, am Anfang sei es schön gewesen, aber dann habe er angefangen, sie zu kontrollieren, es sei immer schlimmer geworden und irgendwann habe sie nicht mehr gekonnt und ihn verlassen. Obwohl sie immer wieder versucht habe, ihre Spuren zu verwischen, habe er sie stets gefunden. Kurz darauf provoziert Woltermann Kappl, indem er unflätige Bemerkungen macht. Singh nennt er stets „Rehlein“. Sie will jedoch nicht, dass Kappl etwas unternimmt, obwohl er meint, sie solle ihn anzeigen, Stalker würden nicht von sich aus einfach aufhören. Stattdessen sieht Kappl sich mit einer Anzeige Woltermanns wegen Körperverletzung im Amt konfrontiert. Kappl gelingt es jedoch, den Juristen als Erpresser zu entlarven. Die Richterin verspricht, den Stalker zusätzlich wegen schwerer Nötigung zur Verantwortung zu ziehen, da Stalking in Deutschland keine Straftat sei.
Kappl findet endlich eine Wohnung bei einer schwerhörigen älteren Dame, in der er auch seinem geliebten Tubaspiel wieder nachgehen kann. Am Schluss der Folge feiern Singh, Kappl und Deininger Einweihung, Kappl spielt Tuba und Deininger Dudelsack.

## Rezeption

### Einschaltquoten
Der Tote vom Straßenrand wurde bei seiner Erstausstrahlung von 7,21 Mio. Zuschauern eingeschaltet, was einem Marktanteil von 19,8 % entsprach. Bei einer Wiederholung am 16. August 2009 sahen in der ARD 6,11 Mio. Zuschauer zu (Marktanteil 24,4 %). Beim ORF2 lag der Marktanteil bei 23 %.

### Kritik
TV Spielfilm gab für Humor, Action und Spannung jeweils einen von drei Punkten, was einer mittleren Bewertung entspricht, und kam zu folgendem Urteil: „Seltsam: Die jüngsten aller ‚Tatort‘-Kommissare rackern sich durch einen Fall, der ebenso gut für die Altherrenriege geschrieben sein könnte.“ Fazit: „Sympathisches Duo in hausbackener Story.“
Franz Solms-Laubach von Der Welt war der Ansicht, dass man Kappl und Deininger „schon jetzt in der ‚Tatort‘-Reihe nicht mehr missen möchte.“ […] „Statt langweiliger Szenen im Polizeibüro, w[ü]rden hier mit neusten kriminalistischen Methoden Täterprofile erstellt, die das ganze Dezernat in die Arbeit mit einbeziehen. S[t]att dröge Dialoge über das Opfer zu führen, gingen die jugendlichen Kommissare so schön selbstironisch und frisch zur Sache, dass man sich als Zuschauer fühl[e], als kenne man die beiden vom Besuch in der Eckkneipe.“ Weiter kam Solms–Laubach zu dem Ergebnis, dass das Autorenduo es geschafft habe, „einen witzigen und zugleich von Anfang bis zum Ende wirklich spannenden ‚Tatort‘ zu schreiben.“ Das Resümee lautete dann auch: „Auf jeden Fall sehen. Es ist nämlich der beste Tatort seit langem.“ […] „Top Krimi mit wilden Kommissaren und wunderschöner Gerichtsmedizinerin“.